# Крайцери-вертолетоносачи тип „Андреа Дория“
Андреа Дория (на италиански: Andrea Doria) са тип крайцери-вертолетоносачи на италианския флот. Всичко от проекта за флота са построени 2 единици: „Андреа Дория“ (на италиански: Andrea Doria) и „Кайо Дуилио“ (на италиански: Caio Duilio). Създадени са на основата на увеличения проект на разрушителите от типа „Импавидо“ и са предназначени за осигуряването на противолодъчната и противовъздушната отбрана на бойните групи и конвои. Първоначално се предполага строителството на три кораба от този тип, но строителството на третата единица е отменено в полза на по-големия крайцер-вертолетоносач „Виторио Венето“, така че в периода 1958 – 1964 г. са построени двата кораба от този тип. Единият от тях, „Андреа Дория“, преминава модернизация в периода 1976 – 1978 г., а вторият, „Кайо Дуилио“, в периода 1979 – 1980 г. е превърнат в учебно-тренировъчен съд. Двата кораба са свалени от въоръжение на ВМС на Италия в периода 1991 – 1992 г.

## Представители на проекта
| Название                        | Номер на вимпела | Корабостроителница        | Заложен на                | Спуснат на вода на        | Влиза в строй на          | Съдба                                      |
| ------------------------------- | ---------------- | ------------------------- | ------------------------- | ------------------------- | ------------------------- | ------------------------------------------ |
| „Андреа Дория“ Andrea Doria     | C 553            | CNR, Рива Тригозо         | 11 май 1958 г.            | 27 февруари 1963 г.       | 23 февруари 1964 г.       | снет от въоръжение на 19 юли 1991 г.       |
| „Кайо Дуилио“ Caio Duilio       | C 554            | Castellammare             | 16 май 1958 г.            | 22 декември 1962 г.       | 30 ноември 1964 г.        | снет от въоръжение на 30 септември 1992 г. |
| „Енрико Дандоло“ Enrico Dandolo | C 555            | строителството е отменено | строителството е отменено | строителството е отменено | строителството е отменено | строителството е отменено                  |